# Kuvasto
Kuvasto är en finländsk upphovsrättsorganisation på bildkonstens område, grundad 1987 på initiativ av bland annat Konstnärsgillet i Finland. 
Kuvasto har till syfte att bevaka och främja bildkonstnärernas rättigheter och främja förutsättningarna för utövandet av visuell konst. Till uppgifterna hör även att informera om upphovsrätten och ge upphovsrättsliga råd. Organisationen representerar omkring 1 900 inhemska konstnärer och genom internationellt knutna band med systerföreningar runtom i världen omkring 50 000 utländska konstnärer i Finland. Kuvasto håller sig underrättad bland annat om den internationella upphovsrättslagstiftningen genom CISAC (International federation of societies of authors and composers) och EVA (European visual artists). Den som har skapat ett självständigt och originellt bildkonstnärligt verk eller annan skapelse på det visuella området kan ansluta sig som kund. Kuvasto uppbär avgifter för användandet av sina kunders verk och ser till att dessa får sin andel.
Medlemsorganisationer i Kuvasto är Konstnärsgillet i Finland, Målarförbundet, Finska bildhuggarförbundet, Finlands konstgrafiker, Finlands bildkonstorganisationers förbund, Förbundet för fotografiska konstnärer och Muu ry.